# Гупало Віра Діонізівна
Ві́ра Деоні́зівна Гу́пало (нар. 31 жовтня 1958, м. Львів) — український історик, археолог, доктор історичних наук. Старший науковий співробітник відділу археології Інституту українознавства імені І. Крип'якевича НАН України

## Біографія
Народилась 31 жовтня 1958 року у місті Львові. Закінчила історичний факультет Львівського державного університету імені Івана Франка (1981 р.). 1993 року захистила кандидатську дисертацію на тему «Середньовічна кераміка заходу України (кінець VIII–XV ст.)».
З 1986 року працює аспірантом, згодом молодшим науковим співробітником, нині — старшим науковим співробітником відділу археології Інституту українознавства імені І. Крип'якевича НАН України. Фахівець у галузі раннього та пізнього середньовіччя Заходу України.

### Участь у експедиціях
- 1977 — лаборант Волинсько-Дністрянської експедиції Львівського державного університету (керівник — М. А. Пелещишин). Дослідження поселення культури лінійно-стрічкової кераміки та культури лійчастого посуду біля с. Тадані.
- 1977–1979 — лаборант загону Волинсько-Дністрянської експедиції Львівського держуніверситету (керівник Р. М. Чайка). Дослідження городища X–XI століть біля с. Листвин.
- 1980 — лаборант загону Волинсько-Дністрянської експедиції Львівського держуніверситету (керівник — М. А. Пелещишин). Дослідження городища VII–XIII століть біля с. Пліснесько.
- 1980 — лаборант Львівської експедиції інституту суспільних наук АН УРСР (керівник — Р. С. Багрій). Дослідження середньовічного Львова (ділянка біля міського Арсеналу).
- 1982 — науковий працівник Волинського загону Карпато-Волинської експедиції Інституту археології АН УРСР (керівник — Д. Н. Козак). Дослідження поселення пшеворсько-зарубинецької та вельбарської культур біля с. Боратин.
- 1982 — науковий працівник експедиції Луцького педінституту (керівник — М. М. Кучінко). Дослідження городища X–XII століть біля с. Городище.
- 1982 — 1994 — науковий працівник Звенигородської експедиції Інституту суспільних наук АН УРСР (керівник — І. К. Свєшніков). Дослідження літописного Звенигорода і його околиць (кінець XI — початок XIV століття).
- 1982 — керівник розкопу Городоцької експедиції Інституту суспільних наук АН УРСР (керівник — В. П. Савич). Дослідження поселення XII–XIII століть біля с. Лісновичі.
- 1983–1984 — начальник Волинської експедиції Львівського історичного музею. Дослідження курганного могильника XII століття біля с. Берестяне, розвідки у Волинській області.
- 1983 — керівник розкопу Волинсько-Подільської експедиції Інституту суспільних наук АН УРСР (керівник — В. П. Савич). Дослідження багатошарового поселення (висоцька, зарубинецька, липицька, черняхівська культури) біля с. Липівці.
- 1984 — науковий працівник Львівської обласної експедиції Інституту суспільних наук АН УРСР (керівник — Л. Г. Мацкевий). Розвідкові роботи у Львівській області.
- 1984–1987 — начальник Волинської експедиції. Дослідження курганного могильника X–XI століть біля с. Берестяне, розвідки у Волинській області.
- 1985 — начальник Волинської експедиції Львівського історичного музею. Розвідкові роботи у Волинській області.
- 1986 — начальник Волинської експедиції Львівського історичного музею. Розвідкові роботи у Волинській області.
- 1990 і 1994 — начальник Волинської експедиції Інституту суспільних анук АН УРСР. Дослідження курганного могильника X–XI століть біля с. Берестяне, розвідки у Волинській області.
- 1992 — науковий працівник Львівської експедиції Інституту суспільних наук (керівник — В. М. Петегирич). Дослідження середньовічного Львова.
- 1992–2002 — науковий працівник міжнародної польсько-української Карпатської експедиції Польської Академії наук та Національної Академії наук України (керівники — Я. Махнік, В. Цигилик). Дослідження історії заселення Карпатського регіону.
- 1993–1995, 1998–1999 — науковий працівник міжнародної словацько-польської експедиції Польської Академії наук (керівник — Я. Махнік). Дослідження курганного могильника епохи бронзи біля с. Ганковце, розвідка на території Північно-східної Словаччини.
- 1995–1996 — начальник Дубенської експедиції Інституту українознавства НАН України. Дослідження замку XV–XVI ст. Та Підборецького монастиря XVI–XVII століть у м. Дубно.
- 1996–1997 — заступник начальника експедиції Словацької Академії наук (керівник — П. Мачала). Дослідження ранньосередньовічного городища та пізньо середньовічного замку у м. Кошиці.
- 1996, 1998 — заступник начальника міжнародної казахсько-російської експедиції Інституту археології Російської Академії наук та Академії наук Казахстану (керівники — В. С. Ольховський, З. Самашев). Дослідження храму V століття до н. е. та скіфо-сарматського могильника.
- 1997–2005 — начальник Дубенської експедиції Інституту українознавства НАН України. Дослідження крипових похвань XVII–XVIII століть у бернардинському костелі в м. Дубно.
- 1999–2000 — заступник начальника експедиції Інституту археології Російської Академії наук (керівник — А. В. Енговатова). Дослідження багатошарової пам'ятки VI–II до н. е., XIII–XV століть біля с. Настасьїно.
- 2004–2005 — начальник загону міжнародної польсько-української експедиції Польської Академії наук та Національної Академії наук України (керівник — Я. Махнік). Розвідкові дослідження у межиріччі Вишні, Дністра і Щирця.

## Основні наукові публікації

### Монографії
- Берестянські курганні могильники кінця X–XII ст.. — Львів, 2006. — 108 с.
- Звенигород і Звенигородська земля у ХІ–ХІІІ століттях  (соціоісторична реконструкція). – Львів, 2014 . – 532 с.
- Wyposażenie grobowe pochówków z kościoła pw. Niepokalanego Poczęcia Najświętszej Marzi Panny w Dubnie na Wołyniu na Ukrainie [в:] Kultura funeralna elit Rzeczypospolitej od XVI do XVIII wieku na terenie Korony i Wielkiego Księstwa Litewskiego: próba analizy interdyscyplinarnej /pod. Red. Anny Drążkowskiej. — Toruń, 2015. — S. 104—116.
- Pochówki osób duchownych w kryptach //Od cerkwi katedralnej króla Daniela Romanowicza do Bazyliki pw. Narodzenia NMP w Chełmie. Wyniki badań inerdyscyplinarnych sezonu 2013-2014. — Chełm, 2016. — S. 154—166.
- Бернардинський монастир у Дубні та фунеральна культура волинської шляхти в XVII - першій половині ХІХ століття (за матеріалами археологічних досліджень). Львів: Простір-М, 2022. - 704 с., іл.

### Статті
- Давні кахлі з Дубна і Львова (за археологічними матеріалами // Gotickea renesansne kachlicev Karpatoch. — Trebisov, 2005. — S. 109—130 (у співавторстві з М. Лосик).
- Archaeological surface survey in the Strvijaz river valley //Environment and man at the Carpathian foreland in the upper Dnister catchment from neolithic to early medieval period. — Krakow, 2006. — S. 106—125 (у співавторстві з Jan Machnik, Volodymyr Cyhylyk, Roman Hrybovyc, Vira Hupalo, Leonid Mackevyj, Volodymyr Petehyryc, Ewa Sosnowska, Krzysztof Tunia).
- Історія монастиря оо. Бернардинів в Дубні на Волині // Pięćset pięćdziesiąt lat obecności oo. Bernardynów w Polsce (1453–2003). — Kalvaria Zebrzydowska, 2006. — S. 515—543.
- Середньовічний цвинтар при костелі св. Андрія у Дубні //МДАПВ. — Випуск 10. — Львів, 2006. — С. 166—184.
- Розвідкові роботи в басейні р. Вишні // МДАПВ. — Випуск 10. — Львів, 2006. — С. 247—251 (у співавторстві з Н.Булик).
- Early medieval devotional articles from Zvenigorod (Ukraine) // The 12-th Annual Meeting of European Association of Archaeologists. Abstracts. — Krakow 19-24 september, 2006. — S. 258.
- Devotional articles from the 17-th and 18-th century noblemen's graves from a post-Bernardine church in Dubno (Ukraine) // The 12-th Annual Meeting of European Association of Archaeologists. Abstracts. — Krakow 19-24 september, 2006. — S. 258—259.
- До питання про особливий тип гончарних мисок зі Звенигорода // Wczesne średniowiecze w Karpatach Polskich. — Krosno, 2006. — S. 373—389.
- Дослідження крипти № 3 під бернардинським костелом у Дубні // МДАПВ. — Львів, 2007. — Вип. 11. — С. 315—336.
- Розвідкові роботи в межиріччі Вишні і Ракова на Прикарпатті // МДАПВ. — Львів, 2007. — Вип. 11. — С. 379—386.
- Історія монастиря оо. Бернардинів у Дубні на Волині //Магдебурзькому праву у місті Дубні — 500 років. Матеріали міжнародної науково-теоретичної конференції. — Дубно, 2007. — С. 102—120.